# Schmatowka (Kaliningrad)
Schmatowka (russisch Шматовка, deutsch Schwirgsden, 1938–1945 Königsgarten) ist ein Ort in der russischen Oblast Kaliningrad. Er gehört zur kommunalen Selbstverwaltungseinheit Munizipalkreis Osjorsk im Rajon Osjorsk.

## Geographische Lage
Schmatowka liegt an der Regionalstraße 27A-043 (ex R517), welche die beiden Städte Tschernjachowsk (Insterburg) und Osjorsk (Darkehmen/Angerapp) verbindet. Bis zur Rajonshauptstadt Osjorsk sind es elf Kilometer. Ein Bahnanschluss besteht nicht.

## Geschichte
Schwirgsden gehörte seit 1874 als Landgemeinde zum neu gebildeten Amtsbezirk Kallnen im Kreis Darkehmen. Am 3. Juni 1938 – amtlich bestätigt am 16. Juli 1938 – erhielt Schwirgsden aus politisch-ideologischen Gründen den neuen Namen „Königsgarten“.
Infolge des Zweiten Weltkrieges kam der Ort unter sowjetische Administration. Im Jahr 1947 erhielt der Ort den russischen Namen Schmatowka und wurde gleichzeitig in den Dorfsowjet Sadowski selski Sowet im Rajon Osjorsk eingeordnet. Von 2008 bis 2014 gehörte Schmatowka zur Landgemeinde Krasnojarskoje selskoje posselenije, von 2015 bis 2020 zum Stadtkreis Osjorsk und seither zum Munizipalkreis Osjorsk.

### Einwohnerentwicklung
| Jahr | Einwohner |
| ---- | --------- |
| 1818 | 137       |
| 1863 | 191       |
| 1907 | 212       |
| 1925 | 195       |
| 1933 | 185       |
| 1939 | 179       |
| 2002 | 18        |
| 2010 | 16        |

## Kirche
Schwirgsden/Königsgarten war bei seiner überwiegend evangelischen Bevölkerung bis 1945 in das Kirchspiel Ballethen (russisch: Sadowoje) eingepfarrt. Es lag im Kirchenkreis Darkehmen (1938–1946 Angerapp, seit 1946: Osjorsk) in der Kirchenprovinz Ostpreußen der Kirche der Altpreußischen Union. Letzter deutscher Geistlicher war Pastor Joachim Großkreutz.
In der Zeit der Sowjetunion war kirchliches Leben verboten. Erst in den 1990er Jahren bildeten sich an verschiedenen Orten in der Oblast Kaliningrad wieder neue evangelische Gemeinden. Schmatowka ist in die Kirchenregion („Kirchenkreis“) Gussew (Gumbinnen) eingegliedert, die zur – ebenfalls neugegründeten – Propstei Kaliningrad innerhalb der Evangelisch-Lutherischen Kirche Europäisches Russland (ELKER) gehört. Die zuständigen Geistlichen sind die der Salzburger Kirche in Gussew.